# K. C. Dey
Krishna Chandra De (Bengalí: কৃষ্ণ চন্দ্র দে) (1893-1962), conocido como KC Dey, fue un actor, compositor, cantante y profesor de música indio nacido en Calcuta (ahora Kolkata). Su maestro de música fue Krishna Chandra. Trabajó para Nuevas obras de Teatros en Calcuta hasta 1940. Ha sido uno de los artistas más recordados por sus canciones con su estilo único conocido como "kirtan".
Interpretaba y componía temas musicales para películas desde 1932 hasta 1946. También participó como actor en películas en ese  mismo período. Dey viajaba de Calcuta a Bombay (Mumbai), para participar en películas. En 1942 se trasladó a Bombay. Dey salió de las películas en 1946 después de que tanto a dedicarse a la música y al canto,  comenzó a faltar su calidad anterior. Dey falleció cuando el obtenía una licenciatura en Calcuta en 1962. 

## Filmografía

### Actor
- Bhagaban Shrikrishna Chaitanya (1954)
- Pralhad (1952)
- Anirban (1948)
- Drishtidan (1948)
- Purabi (1948)
- Insaan (1944)... Blind singer
- Chanakya (1939)... Beggar
- Sapera (1939)
- Sapurey (1939)... Ghantaburo ... aka The Snake-Charmer (India: English title)
- Desher Mati (1938)... Kunja... aka Mother Earth.. aka Motherland ... aka Soil of the Motherland
- Dharti Mata (1938)... Kunja
- Bidyapati (1937)... Madhusudan
- Vidyapati (1937)... Madhusudan
- Devdas (1936)
- Grihadaha (1936)
- Manzil (1936)
- Maya (1936/I)
- Maya (1936/II)
- Pujarin (1936)... Blind Beggar
- Bhagya Chakra (1935)... Surdas
- Devdas (1935)
- Dhoop Chhaon (1935)... Surdas
- Inquilab (1935)... Musafir
- Shaher Ka Jadoo (1934)... Baldev
- Nala Damayanti (1933)
- Puran Bhagat (1933)
- Sabitri (1933)... Dyumatsen
- Meera (1933)
- Chandidas (1932)... Sridam

### Música departamento
- Bhagaban Shrikrishna Chaitanya (1954) (playback singer)
- Sapurey (1939) (playback singer)
- Dharti Mata (1938) (playback singer)
- Vidyapati (1937) (playback singer)
- Bhagya Chakra (1935) (playback singer)
- Devdas (1935) (playback singer)
- Chandidas (1932) (playback singer)

### Composiciones
- Purabi (1948)
- Shakuntala (1941)
- Ambikapathy (1937)
- Sonar Sansar (1936)
- Sunehra Sansar (1936)
- Shaher Ka Jadoo (1934)